# تشوبر
تشوبر (بالفارسية: چوبر) هي مدينة تقع في إيران في ناحية حويق ‏. يقدر عدد سكانها بـ 1,481 نسمة .